# Luigi Gazzoli
Luigi Gazzoli (Terni, 4 de maio de 1735 - Roma, 23 de janeiro de 1809) foi um cardeal italiano.

## Biografia
Nasceu em Terni em 4 de maio de 1735. De família nobre. Filho de Paolo Gazzoli. Tio do Cardeal Ludovico Gazzoli (1831). Seu sobrenome também está listado como Gazola.
Recebeu as insígnias do caráter clerical e duas ordens menores do Papa Clemente XIII, em 8 de outubro de 1758; as outras duas ordens menores, 14 de julho de 1759; subdiaconato, 23 de setembro de 1759; diaconato, 27 de março de 1762.
Prelado doméstico de Sua Santidade. Camareiro particular do Papa Clemente XIII, 1759. Cânone do capítulo da basílica patriarcal de Latrão, 24 de janeiro de 1762. Referendário dos Tribunais da Assinatura Apostólica de Justiça e da Graça, 28 de novembro de 1765. Governador de Città di Castello, novembro 29 de 1765. Governador de Ascoli, 27 de julho de 1775. Governador de Ancona, 19 de janeiro de 1781. Protonotário apostólico. Governador de Loreto, 25 de fevereiro de 1785. Clérigo da Câmara Apostólica. Presidente do hospital S. Michele, 1785-1789. Auditor geral da Câmara Apostólica, 1801-1803.
Ordenado em 15 de novembro de 1801. Auditor da Câmara Apostólica em 1801.
Criado cardeal no consistório de 16 de maio de 1803 e reservado in pectore ; publicado no consistório de 11 de julho de 1803; recebeu o chapéu vermelho em 14 de julho de 1803; e a diaconia de S. Adriano al Foro Romano, 26 de setembro de 1803.
Morreu em Roma em 23 de janeiro de 1809. Exposto e enterrado em sua diaconia.